# Jeremy Roenick
Jeremy Shaffer Roenick (17. leden 1970, Boston, USA) je bývalý profesionální americký hokejista, naposledy působící v týmu NHL San Jose Sharks. V NHL odehrál přes tisíc zápasů v dresu týmů Chicago Blackhawks, Philadelphia Flyers, Los Angeles Kings a Phoenix Coyotes. Roenick nosil číslo 27 nebo 97. Reprezentoval též USA na zimních olympijských hrách v letech 1998 a 2002. V srpnu roku 2009 ukončil aktivní kariéru.